# Малая Побиванка (Гадячский район)

Малая Побиванка (укр. Мала Побиванка) — село,
Малопобиванский сельский совет,
Гадячский район,
Полтавская область,
Украина.
Код КОАТУУ — 5320484601. Население по переписи 2001 года составляло 244 человека.
Является административным центром Малопобиванского сельского совета, в который, кроме того, входят сёла
Глубокая Долина,
Пирятинщина и
Рудка-Степь.

## Географическое положение
Село Малая Побиванка находится на расстоянии до 1 км от сёл Глубокая Долина, Пирятинщина и Рудка-Степь.
По селу протекает пересыхающий ручей с запрудой.
Через село проходит автомобильная дорога Т-1904.

## История
- 1922 — дата основания.

## Экономика
- ЧП «Прогресс».

## Объекты социальной сферы
- Дом культуры.